# Protilema gigas
Protilema gigas är en skalbaggsart som beskrevs av Aurivillius 1908. Protilema gigas ingår i släktet Protilema och familjen långhorningar. Inga underarter finns listade i Catalogue of Life.